# Lamar Hunt
Lamar Hunt (* 2. August 1932 in El Dorado, Arkansas; † 13. Dezember 2006 in Dallas, Texas) war eine einflussreiche US-amerikanische Sportpersönlichkeit. Der Sohn des Ölmilliardärs H. L. Hunt investierte in den Vereinigten Staaten in Teams und Spieler in den Sportarten American Football, Fußball, Tennis und Basketball. Hunt starb nach langer Krankheit in Dallas an Komplikationen nach einer Prostatakrebs-Operation.

## American Football
Ende der 1950er Jahre wollte Hunt in Dallas ein neues Football-Team als Mitglied der National Football League (NFL) gründen, was ihm von der Liga jedoch verwehrt wurde. Aus Verärgerung darüber gründete er die konkurrierende American Football League (AFL) mit acht Mannschaften. Hunt gehörte eine der Mannschaften, die Dallas Texans. Der Spielbetrieb wurde 1960 aufgenommen. Nach Gründung der AFL kündigte die NFL als Reaktion doch eine Expansion ihrer Liga an und vergab ebenfalls eine Lizenz für ein Football-Franchise nach Dallas, die die Dallas Cowboys erhielten.
Die Konkurrenzsituation von zwei Football-Mannschaften in einer Stadt wirkte sich kontraproduktiv aus, so dass Hunt 1963 die Dallas Texans nach Kansas City transferierte. Hunt war bis zuletzt einer der Eigentümer der Kansas City Chiefs. Auch die Konkurrenz zweier Football-Ligen war ungünstig, so dass NFL und AFL 1970 fusionierten. Heute ist die Siegertrophäe der American Football Conference (AFC), die aus der AFL hervorging, nach ihm benannt.
Hunt erfand den Begriff Super Bowl für das Endspiel der American-Football-Meisterschaft. Er ist Mitglied in der Pro Football Hall of Fame und in der Texas Sports Hall of Fame.

## Fußball
Hunt war Gründer der beiden amerikanischen Fußballligen North American Soccer League (NASL) und Major League Soccer (MLS). In der NASL besaß er das Team Dallas Tornado, das 1971 Meister wurde und 1972 bis 1974 im Finale stand. In der Nachfolgeliga MLS gehörten zu seinem Eigentum die Clubs Columbus Crew, Kansas City Wizards und der F.C. Dallas. Der U.S. Open Cup, der amerikanische Pokalwettbewerb, ist nach ihm benannt.

## Tennis
Im Jahr 1967 gründete er den World Championship Tennis circuit, mit dem die Open Era im Tennissport begann und sowohl Amateure als auch Profis bei allen Tennisturnieren zugelassen wurden. 1993 wurde er wegen seiner Verdienste in die International Tennis Hall of Fame aufgenommen.

## Basketball
Hunt gehörte zu den Gründern der Chicago Bulls in der National Basketball Association (NBA).